# Eudicella inexpectata
Eudicella inexpectata är en skalbaggsart som beskrevs av Franz Antoine 1984. Eudicella inexpectata ingår i släktet Eudicella och familjen Cetoniidae. Inga underarter finns listade i Catalogue of Life.